# Frankie Faison
Frankie Russel Faison (Newport News (Virginia), 10 juni 1949) is een Amerikaans acteur.

## Biografie
Faison studeerde drama aan de Illinois Wesleyan Universiteit in Bloomington (Illinois). Van deze universiteit ontving hij in 2002 een eredoctoraat.
Faison had zijn eerste rol in 1974 op het toneel van het New York Shakespeare Festival in de bewerking van King Lear, die ook op televisie verscheen als onderdeel van de Great Performances. Hierna heeft hij nog meerdere rollen gespeeld op het toneel. In 1987 werd hij genomineerd voor een Tony Award voor zijn rol in Fences.
Faisons debuut op tv was in de korte televisieserie Hot Hero Sandwich in 1979. In 1980 volgde een rol in de film Permanent Vacation. In totaal speelde Faison in meer dan 115 televisieseries en films, zoals The Money Pit (1986), Manhunter (1986), Coming to America (1988), The Silence of the Lambs (1991), True Colors (1990-1991), I Love Trouble (1994), All My Children (1998-1999), The Thomas Crown Affair (1999), Hannibal (2001), The Wire (2002-2008), One Life to Live (2009-2011) en Banshee (2013-2016).
Faison trad op 26 november 1988 in het huwelijk, waaruit drie kinderen werden geboren.

## Filmografie

### Films
Selectie:
- 2020 The Grudge - als mr. Matheson
- 2017 The Case for Christ - als Joe Dubois
- 2009 Cirque du Freak: The Vampire's Assistant – als Rhamus Tweebuik
- 2009 Breaking Point – als rechter Green
- 2009 Adam – als Harlan
- 2008 Nick and Norah's Infinite Playlist – als kaartverkoper
- 2007 My Blueberry Nights – als Travis
- 2004 In Good Company – als Corwin
- 2004 White Chicks – als Chief Elliot Gordon
- 2002 Red Dragon – als Barney Matthews
- 2002 Showtime – als luitenant Winship
- 2001 Call Me Claus – als Dwayne
- 2001 Down to Earth – als Whitney Daniels
- 2001 Hannibal – als Barney Matthews
- 1999 The Thomas Crown Affair – als detective Paretti
- 1999 Oxygen – als FBI agent Phil Kline
- 1994 I Love Trouble – als politiechef
- 1993 Sommersby – als Joseph
- 1991 The Silence of the Lambs – als Barney Matthews
- 1989 Do the Right Thing – als Coconut Sid
- 1988 Mississippi Burning – als lofredenaar
- 1988 Coming to America – als huisbaas
- 1986 Manhunter – als luitenant Fisk
- 1986 The Money Pit – als James
- 1981 Ragtime – als bendelid

### Televisieseries
Selectie:
- 2022 - 2023 The Rookie: Feds - als Christopher 'Cutty' Clark - 17 afl.
- 2009 - 2020 Grey's Anatomy - als William Bailey - 4 afl.
- 2019 The Village - als Ron Davis - 10 afl.
- 2016 Luke Cage - als Henry 'Pop' Hunter - 2 afl.
- 2013 - 2016 Banshee - als Sugar Bates - 38 afl.
- 2013 - 2016 Banshee Origins - als Sugar Bates - 13 afl.
- 2010 - 2015 The Good Wife – als Jeremiah Easton – 4 afl.
- 2009 – 2012 One Life to Live – als Richard Evans – 25 afl.
- 2002 – 2008 The Wire – als politiecommissaris Ervin H. Burrell - 47 afl.
- 2007 – 2008 Law & Order: Special Victims Unit – als FBI-agent Tom Nickerson – 2 afl.
- 1998 – 1999 All My Children – als Frank Dawson – 4 afl.
- 1998 Prey – als Ray Peterson – 14 afl.
- 1997 – 1998 Cosby – als Ron – 2 afl.
- 1995 The Langoliers – als Don Gaffney
- 1990 – 1991 True Colors – als Ronald 'Ron' Freeman – 35 afl.
- 1983 The Edge of Night - als Ralph Pettibone - 6 afl.

## TheaterwerkBroadway
- 1996 Getting Away With Murder - als Dan Gerard
- 1994-1995 The Shadow Box - als Joe
- 1987-1988 Fences - als Gabriel
- 1974-1975 Of Mice and Men - als Lennie / Crooks

- Bibliothèque nationale de France: cb14176108t (data)
- Catàleg d'autoritats de noms i títols de Catalunya: 981058617248606706
- Gemeinsame Normdatei: 1019716428
- International Standard Name Identifier: 0000 0001 1450 7361
- Library of Congress Control Number: no96001238
- Nationale Bibliotheek van Tsjechië: xx0070915
- Nationale Bibliotheek van Israël: 987007459846105171
- Système universitaire de documentation: 066938287
- Virtual International Authority File: 85761764
- WorldCat: E39PBJhd7xhpf9K4Y9qDfkJ7HC